# St Ann’s Chapel
St Ann’s Chapel – przysiółek w Anglii, w Kornwalii, w dystrykcie (unitary authority) Kornwalia. Leży 17,5 km od miasta Liskeard, 64 km od miasta Truro i 311,9 km od Londynu. W 2015 miejscowość liczyła 763 mieszkańców.